# 觀瀑塔
觀瀑塔（英語：Skylon Tower）是位於加拿大安大略省尼亞加拉瀑布城的一座瞭望塔。在塔上可以同時俯瞰尼亞加拉大瀑布的美國和加拿大兩側，甚至可以看到安大略湖對岸的多倫多市中心。觀瀑塔的建設開始於1964年5月，在1965年10月6日開始對外營業。觀瀑塔的頂部設有旋轉餐廳。

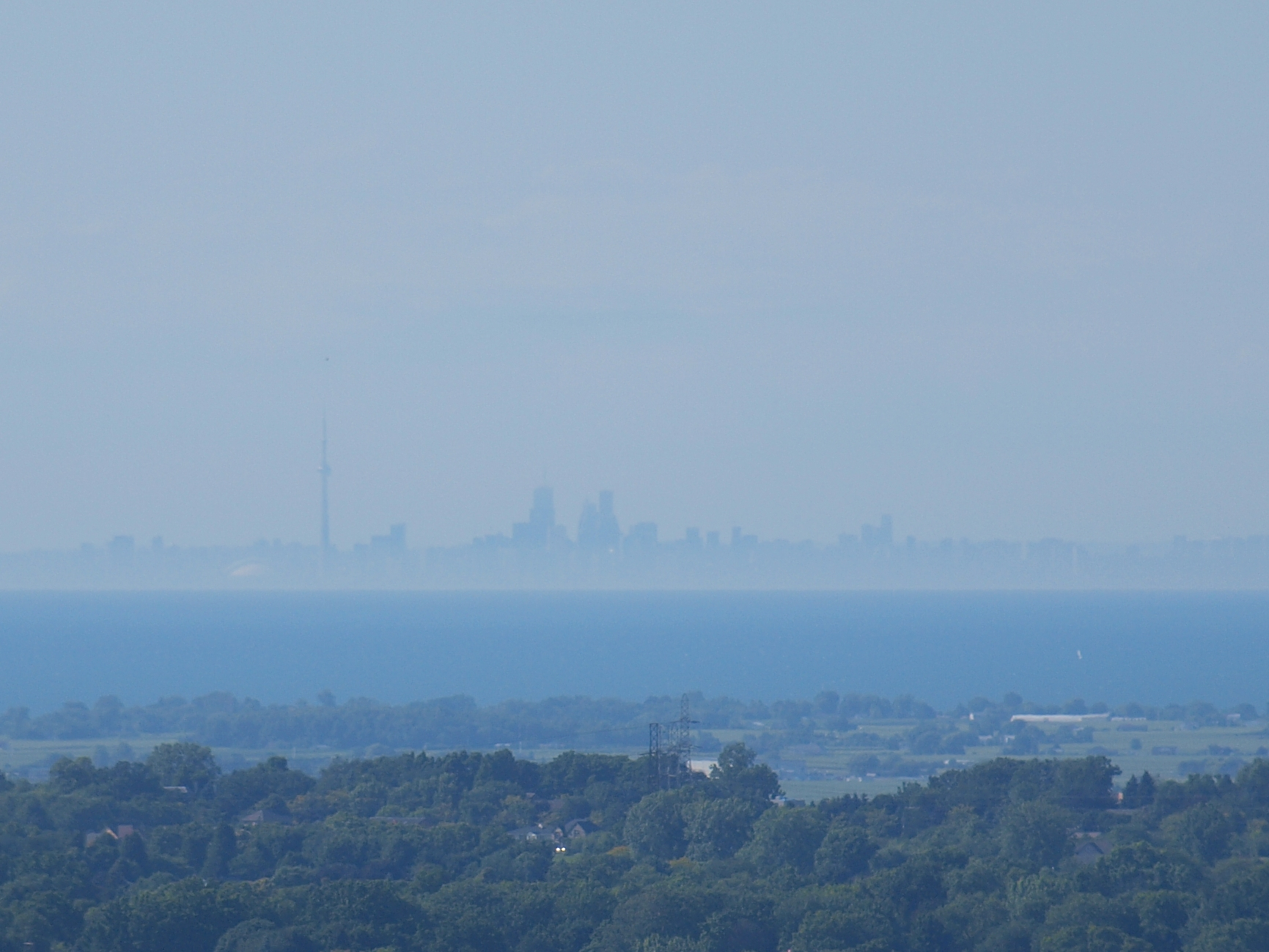
從觀瀑塔眺望多倫多天際線
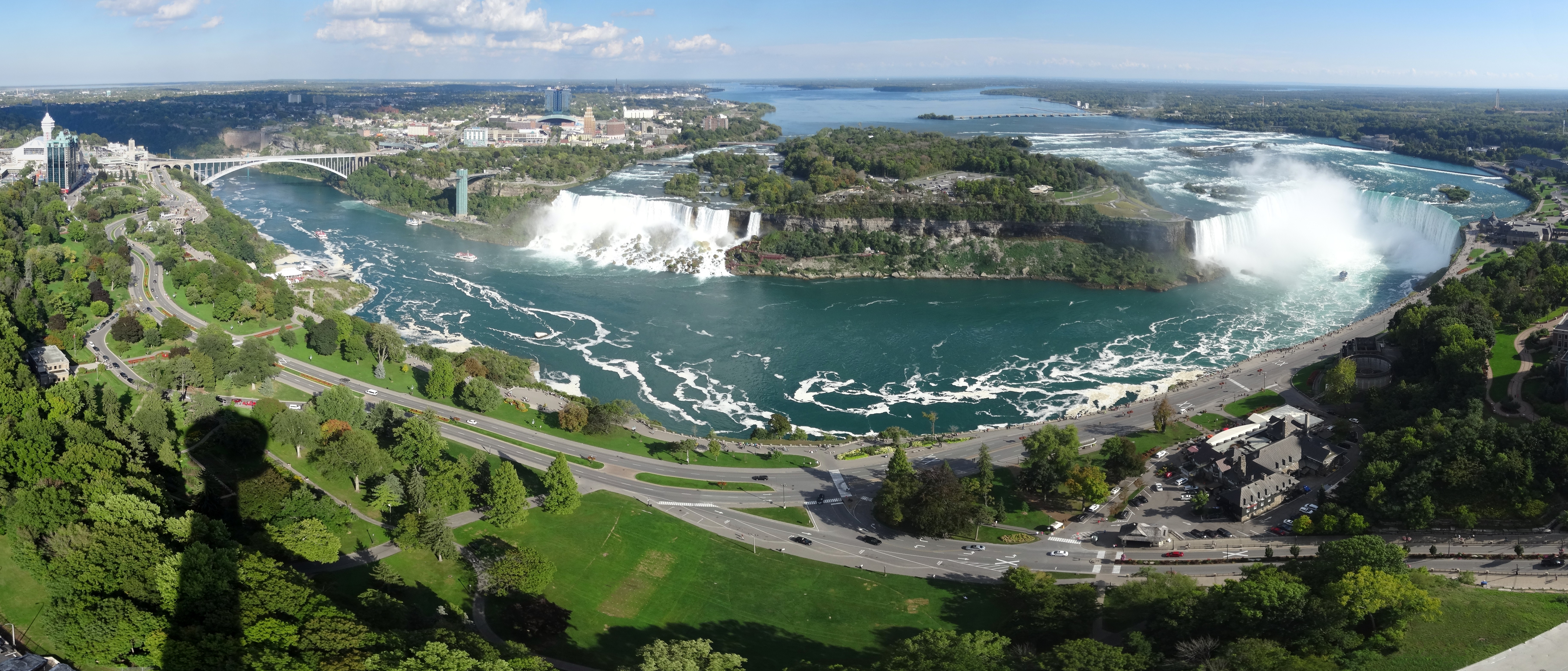
從觀瀑塔眺望尼亞加拉大瀑布

## 外部連結
- 官方网站
- Skylon Revolving Dining Room（页面存档备份，存于）
- Structurae数据库中Skylon的数据

- Google Maps aerial photo（页面存档备份，存于）
- Images from the Historic Niagara Digital Collections at Niagara Falls Public Library
- Video: "Skylon Tower elevator ride"（页面存档备份，存于）. YouTube. April 30, 2012.
- Video: "Populuxe in Niagara Falls (feat. Skylon Tower)"（页面存档备份，存于）. YouTube. August 20, 2012.

43°05′07″N 79°04′47″W / 43.08528°N 79.07972°W